# Fuglekirsebær
Fuglekirsebær (Prunus avium) er et op til 20 meter højt træ, der vokser i skove og hegn. Frugten er 9-12 mm, sortrød eller gul og sød i smagen. Fugle-Kirsebær har en meget smuk blomstring ved løvspring i maj.

## Beskrivelse
Fugle-Kirsebær er et stort, løvfældende træ med vækstform som en kegle. Stammen er ret og gennemgående til toppen. Hovedgrenene sidder i etager, hvor de gror vandret ud. Barken er først rødbrun, så skifter den til spættet rødbrunt/sølvgråt. Derefter er den sølvgrå, men så bliver den brun med vandrette bånd af grålige korkporer. Gamle træers stammebark er sort, skællet og dybt furet.
Bladknopperne sidder spredt. De er spidse og blankt mørkebrune. Blomsterknopperne sidder i bundter på knudrede kortskud. De er butte og lidt større. Bladene er ovale til omvendt ægformede med savtakket rand og kort spids. Oversiden er friskt grøn og lidt blank, mens undersiden er lysegrøn. Stilken bærer røde nektarkirtler nær den nederste bladrand. Høstfarven er gul eller rød. Træet blomstrer i maj ved løvspring. Blomsterne er hvide og langstilkede. Frugterne kan være gule, røde eller sorte. De fleste smager godt, men træer med bitter frugt findes. Frøene modner og spirer godt i Danmark.
Rodnettet består af en dybtgående, kraftig hovedrod med svære siderødder. De fine rødder øverst i jorden når langt udenfor kronens radius. Bemærk, at alle Kirsebær (søde, sure, japanske) er podet på grundstamme af Fugle-Kirsebær. Lavtsiddende stammeskud og rodskud er altså at betragte som vildskud.
Højde x bredde og årlig tilvækst: 20 x 10 m (50 x 30 cm/år).

## Voksested
Træet findes i selskab med andre løvtræer på leret, kalkholdig undergrund overalt i Europa, inklusive det sydøstlige Danmark. Det trives bedst på god, leret og lun jord og er uegnet til kold og våd jord. Planten kendes først i Danmark fra ca. år 1000, og det formodes at være indført hertil

## Anvendelse
Kirsebærrene spises af fugle og mennesker, og når de falder ned, også af harer og ræve. Træet tåler lettere beskæring. Det er velegnet som spredt indblanding i såvel skovbryn som læ- og vildtplantninger. Veddet af Fugle-Kirsebær er meget værdsat som møbeltræ på grund af den rødbrune, mahognilignende farve.

## Sorter
- Prydtræ
  - 'Plena' (store, fyldte, hvide blomster i mængde)
- Bærfrugt
  - 'Büttners Rote'
  - 'Corum'
  - 'Hedelfinger'
  - ’Lapins’ 
  - 'Merton Glory'
  - 'Merton Late’ 
  - ’Regina’
  - 'Sam'
  - ’Skeena’ 
  - 'Stella'
  - ’Summit’
  - 'Van'
  - 'Ulster’